# 保罗·弗莱雷

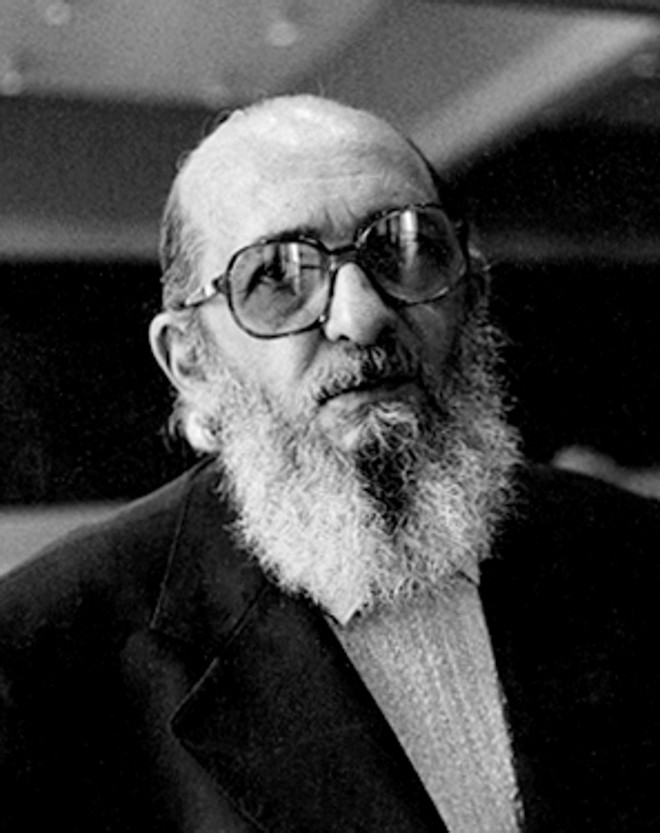

保罗·雷古勒斯·内维斯·弗莱雷（葡萄牙語：Paulo Reglus Neves Freire，1921年9月19日—1997年5月2日），巴西教育家、哲学家，批判教育学的主要倡导者。其著作《被压迫者教育学》被认为是批判教育学运动的基础文本之一。
弗莱雷提出的教育哲学不仅源自柏拉图的古典方法，还来自现代马克思主义和反殖民主义思想家。在许多方面，其著作《被压迫者教育学》可视作是对反殖民思想家弗朗茨·法农《大地上的受苦者》的引申或回应，强调了为本土人口提供教育的必要性。